# Asura hilaris
Asura hilaris là một loài bướm đêm thuộc phân họ Arctiinae, họ Erebidae.